# سیاست ویزای هند

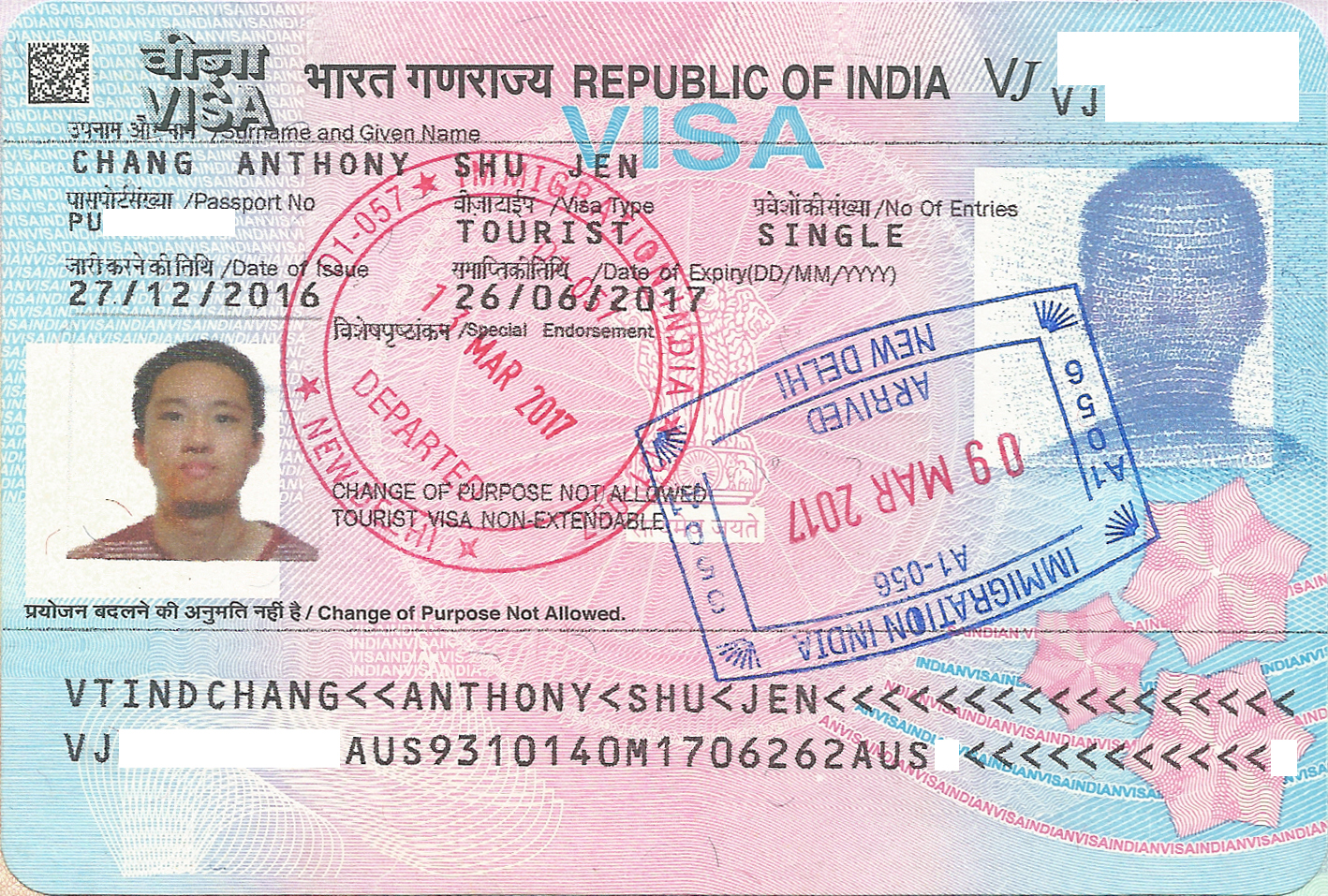
ویزای توریستی هندوستان با مهر ورود و خروج در هند و مهر خروج استرالیا صادر شده.

سیاست ویزای هند (انگلیسی: Visa policy of India) مربوط به بازدید شهروندان دیگر کشورها از هند است که باید از یکی از سفارتخانه‌ها یا فهرست نمایندگان دیپلماتیک هند روادید اخذ کنند، مگر اینکه آن‌ها از یکی از شهروندان کشورهایی باشند که برای ورود به هند نیاز به ویزا نداشته باشد یا شهروندانی باشند که در هنگام ورود ویزا برایشان صادر می‌شود یا به اخذ ویزای آنلاین مبادرت کنند.

## نقشه سیاست ویزا

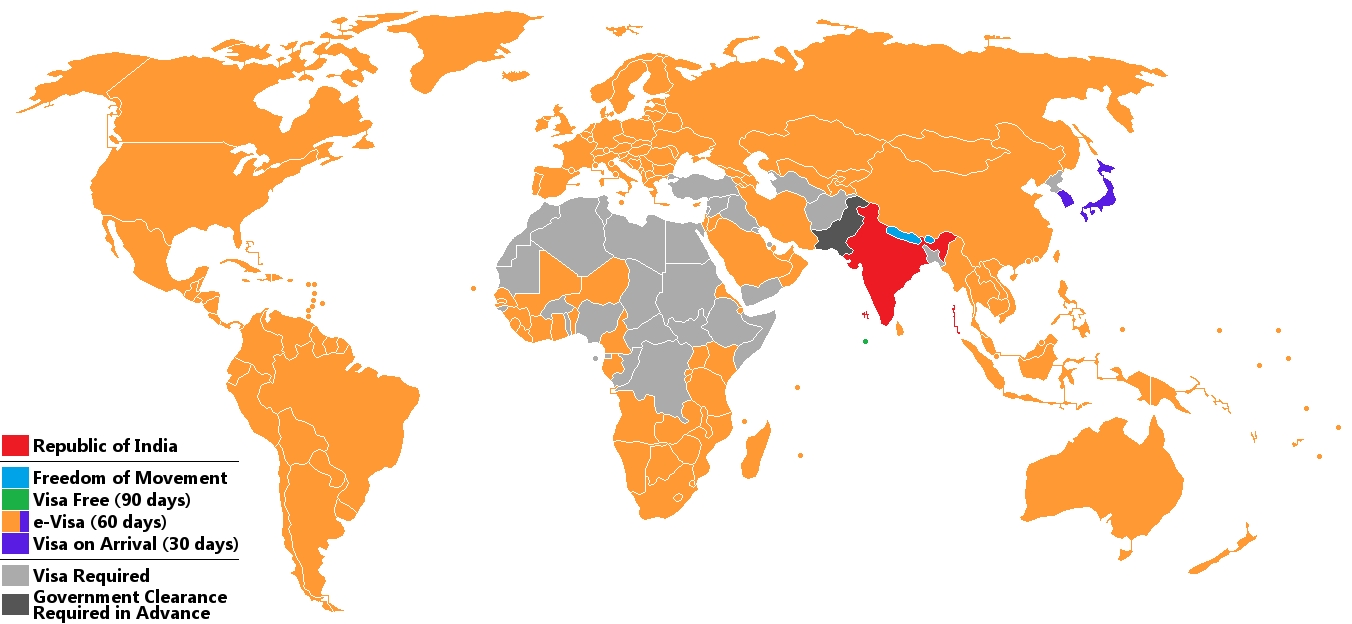
سیاست ویزای هند

## آزادی جابجایی
کشورهایی که در این دسته‌بندی قرار دارند برای ورود به هند نیاز به اخذ ویزا یا پاسپورت ندارند. مگر کسانی که از مرز زمینی سرزمین اصلی چین، هنگ کنگ، ماکائو، مالدیو یا پاکستان وارد شده باشند. این اشخاص در صورت ورود به هند ممکن است بخواهند به‌طور نامحدود در کشور هند اقامت کنند. شهروندان این کشورها همچنین ممکن است در هند آزادانه زندگی و کار کنند.
| - بوتان (کشور) - نپال |

## شهروندان خارج از کشور هند / شهروندان هندی
شهروندان خارجی دارای کارت هویت ثبت شده به عنوان شهروند خارج از کشور هند یا دارندگان کارت هویت هندی از شرایط ویزا معاف هستند، این افراد حق اقامت در هند را دارند از جلمه کشورهایی مانند افغانستان، بنگلادش، بوتان (کشور)، سرزمین اصلی چین، نپال، پاکستان کلا مجاز هستند به‌طور نامحدود در هند اقامت کنند.

## ویزای ورود آزاد
از مارس ۱۹۷۹ شهروندان مالدیو نیازی به گرفتن ویزای ۹۰ روزه ندارند مگر این که از مرز زمینی سرزمین اصلی چین وارد شده باشند.

## ویزا در ورود
شهروندان کشورهای زیر می‌توانند هنگام ورود به هند درخواست ویزا کنند از جمله شهروندان بنگلور، چنای، دهلی، حیدرآباد (هند)، کلکته یا بمبئی. ویزای صادر شده برای تجارت، توریستی، پزشکی یا در دسته‌بندی کنفرانس منظور می‌شودو اعتبارش ۶۰ روزه است. هزینه صدور ویزا ۲۰۰۰ روپیه است و خدمات ویزا به هر فرد براساس قانون به این شکل است که هر فرد نمی‌تواند بر اساس تقویم سال بیش از دو بار اقدام به صدور ویزا کند. در آن صورت شهروندان خارجی می‌توانند به جای ویزای ورود برای گرفتن ویزای مدل ویزای-ئی اقدام کنند.
| - ژاپن - کره جنوبی |

## ویزا-ئی
| - All European Union citizens - آلبانی - آندورا - آنگولا - آنتیگوآ و باربودا - آرژانتین3 - ارمنستان - استرالیا - جمهوری آذربایجان - باهاما - باربادوس - بلاروس - بلیز - بنین - بولیوی - بوسنی و هرزگوین - بوتسوانا - برزیل - برونئی - بوروندی - کامبوج - کامرون - کانادا - کیپ ورد - شیلی - چین - کلمبیا - کومور - کاستاریکا - ساحل عاج - کوبا - جیبوتی - دومینیکا - جمهوری دومینیکن - اکوادور | - السالوادور - اریتره - اسواتینی - فیجی3 - گابن - گامبیا - گرجستان - غنا - گرنادا - گواتمالا - گینه - گویان - هائیتی - هندوراس - هنگ کنگ - ایسلند - اندونزی3 - ایران - اسرائیل - جامائیکا3 - ژاپن2 - اردن - قزاقستان - کنیا - کیریباتی3 - قرقیزستان - لائوس - لسوتو - لیبریا - لیختن‌اشتاین - ماکائو - ماداگاسکار - مالاوی - مالزی - مالی | - جزایر مارشال3 - موریس3 - مکزیک - ایالات فدرال میکرونزی3 - مولدووا - موناکو - مغولستان - مونته‌نگرو - موزامبیک1 - میانمار3 - نامیبیا - نائورو3 - نیوزیلند - جزایر کوک3 - نیووی3 - نیکاراگوئه - نیجر - مقدونیه شمالی - نروژ - عمان - پالائو3 - فلسطین - پاناما - پاپوآ گینه نو3 - پاراگوئه - پرو - فیلیپین - قطر - روسیه1 - رواندا - سنت کیتس و نویس - سنت لوسیا - سنت وینسنت و گرنادین‌ها - ساموآ3 - سان مارینو | - عربستان سعودی - سنگال - صربستان - سیشل3 - سیرالئون - سنگاپور2 - جزایر سلیمان3 - آفریقای جنوبی3 - کره جنوبی - سری‌لانکا2 - سورینام - سوئیس - تایوان - تاجیکستان - تانزانیا - تایلند - تیمور شرقی - تونگا3 - ترینیداد و توباگو - تووالو3 - اوگاندا - اوکراین1 - امارات متحده عربی - ایالات متحده آمریکا1 - اروگوئه3 - ازبکستان - وانواتو3 - واتیکان - ونزوئلا - ویتنام - زامبیا - زیمبابوه |  |